# Oberdorf im Burgenland
Oberdorf im Burgenland è un comune austriaco di 1 000 abitanti nel distretto di Oberwart, in Burgenland.